# Cremastocheilus lengi
Cremastocheilus lengi är en skalbaggsart som beskrevs av Mont A. Cazier 1938. Cremastocheilus lengi ingår i släktet Cremastocheilus och familjen Cetoniidae. Inga underarter finns listade i Catalogue of Life.